# Wushu tại Đại hội Thể thao Đông Nam Á 2017
Môn wushu thi đấu tại Đại hội Thể thao Đông Nam Á 2017 sẽ diễn ra tại Trung tâm hội nghị Kuala Lumpur ở Kuala Lumpur.
Đại hội năm 2017 tham gia thi đấu trong 17 nội dung, 8 dành cho nam và 9 dành cho nữ.

## Danh sách huy chương

### Nam
| Nội dung              | Vàng                         | Bạc                                 | Đồng                                  |
| --------------------- | ---------------------------- | ----------------------------------- | ------------------------------------- |
| Thái cực quyền        | Loh Jack Chang · Malaysia    | Samuel Tan Wei Han · Singapore      | Khant Min Htet · Myanmar              |
| Đao thuật + Côn thuật | Jowen Lim Si Wei · Singapore | Achmad Hulaefi · Indonesia          | Khaw Jun Lim · Malaysia               |
| Kiếm thuật            | Yeap Wai Kin · Malaysia      | Vincent Wong Weng Son · Malaysia    | Fung Jin Jie · Singapore              |
| Nam đao + Nam côn     | Thein Than Oo · Myanmar      | Phạm Quốc Khánh · Việt Nam          | Ho Mun Hua · Malaysia                 |
| Nam Quyền             | Ho Mun Hua · Malaysia        | Phạm Quốc Khánh · Việt Nam          | Md Sufi Shayiran bin Roslan · Brunei  |
| Thương thuật          | Yeap Wai Kin · Malaysia      | Vincent Wong Weng Son · Malaysia    | Muhammad Daffa Golden Boy · Indonesia |
| Thái cực kiếm         | Loh Jack Chang · Malaysia    | Bobie Valentius Gunawan · Indonesia | Chan Jun Kai · Singapore              |
| Trường quyền          | Jowen Lim Si Wei · Singapore | Trần Xuân Hiệp · Việt Nam           | Edgar Xavier Marvelo · Indonesia      |

### Nữ
| Nội dung          | Vàng                                  | Bạc                                   | Đồng                              |
| ----------------- | ------------------------------------- | ------------------------------------- | --------------------------------- |
| Thái cực quyền    | Agatha Chrystenzen Wong · Philippines | Basma Lachkar · Brunei                | Ho Lin Ying · Singapore           |
| Đao thuật (đao)   | Felda Elvira Santoso · Indonesia      | Monica Pransisca Sugianto · Indonesia | Zoe Mui Wei Ting · Singapore      |
| Côn thuật         | Hoàng Thị Phương Giang · Việt Nam     | Loh Ying Ting · Malaysia              | Felda Elvira Santoso · Indonesia  |
| Kiếm thuật        | Dương Thúy Vi · Việt Nam              | Phoon Eyin · Malaysia                 | Fung Hui Xin · Singapore          |
| Nam đao + Nam côn | Juwita Niza Wasni · Indonesia         | Nguyễn Thùy Linh · Việt Nam           | Nguyễn Thục Anh · Việt Nam        |
| Nam Quyền         | Diana Bong Siong Lin · Malaysia       | Aye Thitsar Myint · Myanmar           | Nguyễn Thục Anh · Việt Nam        |
| Thương thuật      | Dương Thúy Vi · Việt Nam              | Phoon Eyin · Malaysia                 | Sandy Oo · Myanmar                |
| Thái cực kiếm     | Lindswell Kwok · Indonesia            | Agatha Chrystenzen Wong · Philippines | Audrey Chan Yee Jo · Malaysia     |
| Trường quyền      | Myat Thet Hsu Wai Phyo · Myanmar      | Sandy Oo · Myanmar                    | Hoàng Thị Phương Giang · Việt Nam |

## Bảng huy chương
Quốc gia chủ nhà
| 1       | Malaysia (MAS)    | 6  | 5  | 3  | 14 |
| 2       | Việt Nam (VIE)    | 3  | 4  | 3  | 10 |
| 3       | Indonesia (INA)   | 3  | 3  | 3  | 9  |
| 4       | Myanmar (MYA)     | 2  | 2  | 2  | 6  |
| 5       | Singapore (SGP)   | 2  | 1  | 5  | 8  |
| 6       | Philippines (PHI) | 1  | 1  | 0  | 2  |
| 7       | Brunei (BRU)      | 0  | 1  | 1  | 2  |
| Tổng số | Tổng số           | 17 | 17 | 17 | 51 |